# Baron Bowes
Baron Bowes war ein erblicher britischer Adelstitel, der einmal in der Peerage of Ireland und zweimal in der Peerage of the United Kingdom verliehen wurde.

## Verleihungen
Erstmals wurde der Titel Baron Bowes, of Clonlyon in the County of Meath, am 15. August 1758 in der Peerage of Ireland für den Lordkanzler von Irland John Bowes geschaffen. Der Titel erlosch, als dieser am 22. Juli 1767 unverheiratet und kinderlos verstarb.
In zweiter Verleihung wurde am 7. August 1815 in der Peerage of the United Kingdom der Titel Baron Bowes, of Streatlam Castle in the County of Durham and of Lunedale in the County of York, an John Bowes, 10. Earl of Strathmore and Kinghorne. Dieser hatte bereits den zur Peerage of Scotland gehörenden Titel Earl of Strathmore and Kinghorne, nebst nachgeordneten Titeln inne. Die Baronie erlosch bei seinem Tod am 3. Juli 1820, da sein einziger Sohn, John Bowes († 1885), vor der Eheschließung seiner Eltern geboren worden war und deshalb als illegitim galt. Das Earldom fiel an seinen Bruder als 11. Earl.
Für den jüngeren Sohn des letzteren Earls, Claude Bowes-Lyon, 13. Earl of Strathmore and Kinghorne, wurde in dritter Verleihung am 1. Juli 1887 in der Peerage of the United Kingdom der Titel Baron Bowes, of Streatlam Castle in the County of Durham and of Lunedale in the County of York, neu geschaffen. Die Baronie Bowes ist seither ein nachgeordneter Titel des jeweiligen Earls of Strathmore and Kinghorne. Heutiger Titelinhabers ist seit 2016 Simon Bowes-Lyon, 19. Earl of Strathmore and Kinghorne als 7. Baron Bowes.

## Liste der Barone Bowes

### Barone Bowes (1758)
- John Bowes, 1. Baron Bowes (1691–1767)

### Baron Bowes (1815)
- John Bowes, 10. Earl of Strathmore and Kinghorne, 1. Baron Bowes (1769–1820)

### Baron Bowes (1887)
- Claude Bowes-Lyon, 13. Earl of Strathmore and Kinghorne, 1. Baron Bowes (1824–1904)
- Claude Bowes-Lyon, 14. Earl of Strathmore and Kinghorne, 2. Baron Bowes (1855–1944)
- Patrick Bowes-Lyon, 15. Earl of Strathmore and Kinghorne, 3. Baron Bowes (1884–1949)
- Timothy Bowes-Lyon, 16. Earl of Strathmore and Kinghorne, 4. Baron Bowes (1918–1972)
- Michael Bowes-Lyon, 17. Earl of Strathmore and Kinghorne, 5. Baron Bowes (1928–1987)
- Michael Bowes-Lyon, 18. Earl of Strathmore and Kinghorne, 6. Baron Bowes (1957–2016)
- Simon Bowes-Lyon, 19. Earl of Strathmore and Kinghorne, 7. Baron Bowes (* 1986)

Titelerbe (Heir Presumptive) ist der Bruder des aktuellen Titelinhabers, Hon. John Bowes-Lyon (* 1988).